# Edifício Seabra
O Edifício Seabra é um edifício histórico situado no bairro Flamengo, no Rio de Janeiro. O edifício apresenta um estilo eclético e foi tombado pela prefeitura do Rio de Janeiro em 1995.

## História
O edifício, projetado pelo arquiteto italiano Mario Vodret, foi construído pelo comendador português Gervásio dos Santos Seabra. Sua esposa, a italiana Assunta Grimaldi Seabra, desejou que o edifício seguisse no estilo os modelos europeus e do primeiro renascimento.
A construção do edifício começou em 1930 e terminou no ano seguinte, sendo realizada pela empresa J.A.Costa & Cia. Boa parte do material empregado foi importada, mas pela primeira vez foi usado granito nacional. O edifício Seabra é conhecido como Dakota Carioca, em referência ao prédio Dakota em Nova York, onde John Lennon morava.
O prédio possui doze andares, sendo que os três últimos andares eram  utilizados pelo família Seabra como residência privada. Em 2011, os últimos andares desse edifício foram vendidos por seus herdeiros pela quantia de cerca de 7 milhões de reais.

## Galeria

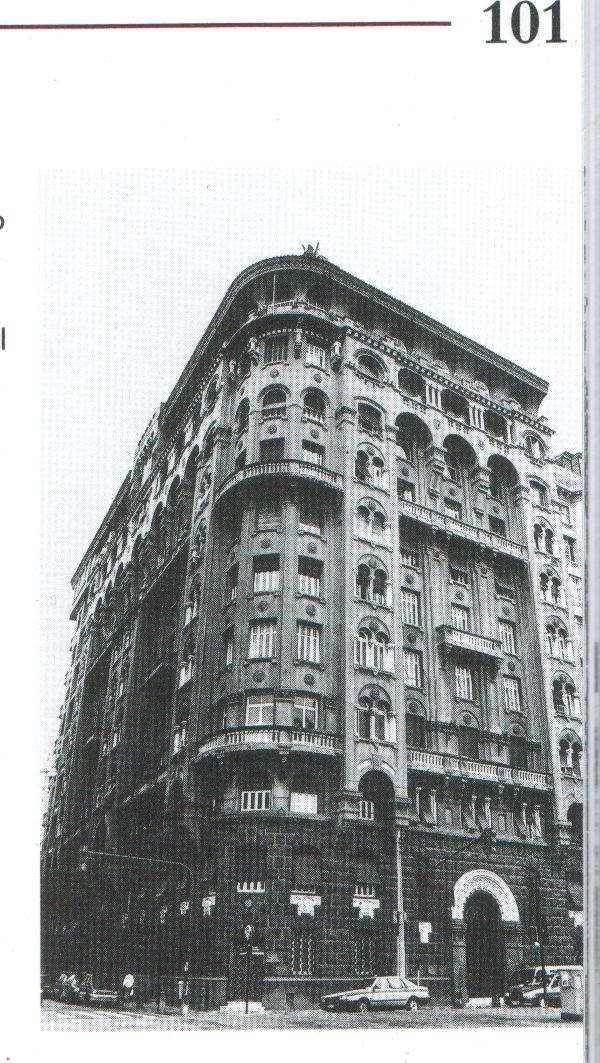
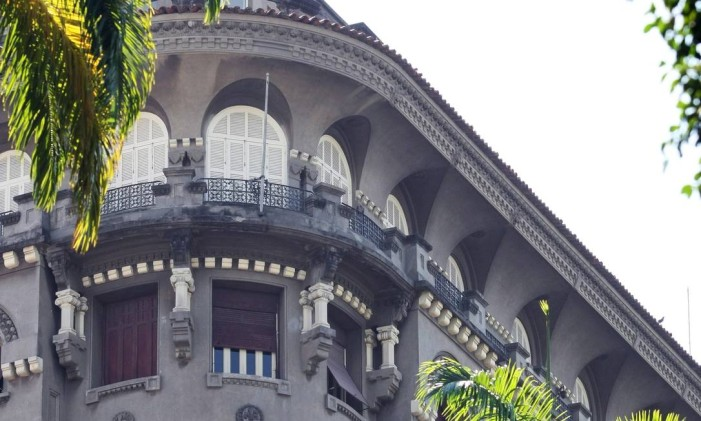
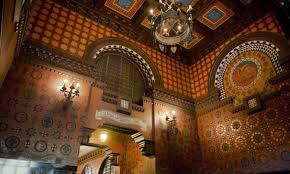